# 大谷範雄
大谷 範雄（おおや のりお、1948年（昭和23年）3月29日 - ）は、日本の政治家。元栃木県那須烏山市長（3期）。元南那須町長（1期）。

## 来歴
栃木県南那須町小河原（現・那須烏山市）生まれ。栃木県立宇都宮東高等学校卒業。1970年（昭和45年）3月、静岡大学農学部卒業。同年4月、フタバ食品株式会社に就職。1996年（平成8年）5月31日、同社を退職。同年6月1日、那須郡南那須町の助役に就任。2001年（平成13年）10月21日、那須郡南那須町長に就任。
2005年（平成17年）10月1日、烏山町と南那須町の新設合併により那須烏山市が発足。これに伴って11月6日に行われた市長選挙に出馬し、元烏山町長の岩崎義一を破り初当選。
2009年（平成21年）、再選。
2013年（平成25年）、無投票により3選。
2017年（平成29年）10月22日の市長選挙には出馬せず、同年11月5日に任期満了で退任。
2019年、旭日小綬章受章。